# Peter Pender
Peter Pender (ur. 10 sierpnia 1937 – Filadelfia, zm. 18 listopada 1990) – amerykański łyżwiarz figurowy, brydżysta, World Life Master (WBF).
Peter Pender w roku 1990 był członkiem Komitetu Prawnego WBF.

## Wyniki brydżowe

### Zawody światowe
W światowych zawodach zdobył następujące lokaty:
| Mistrzostwa Świata. Konkurencja teamów | Mistrzostwa Świata. Konkurencja teamów | Mistrzostwa Świata. Konkurencja teamów | Mistrzostwa Świata. Konkurencja teamów | Mistrzostwa Świata. Konkurencja teamów | Mistrzostwa Świata. Konkurencja teamów |
| Rok                                    | Miejsce                                | Zawody                                 | Kategoria                              | Drużyna                                | Pozycja                                |
| -------------------------------------- | -------------------------------------- | -------------------------------------- | -------------------------------------- | -------------------------------------- | -------------------------------------- |
| 1990                                   | Genewa                                 | 8. Mistrzostwa Świata                  | Open                                   | Jones                                  | 5                                      |
| 1989                                   | Perth                                  | 29. Mistrzostwa Świata Teamów          | Open                                   | USA                                    | 2                                      |
| 1985                                   | São Paulo                              | 27. Mistrzostwa Świata Teamów          | Open                                   | USA                                    | 1                                      |
| 1982                                   | Biarritz                               | 6 Mistrzostwa Świata                   | Open                                   | Martel                                 | 2                                      |

| Mistrzostwa Świata. Konkurencja par | Mistrzostwa Świata. Konkurencja par | Mistrzostwa Świata. Konkurencja par | Mistrzostwa Świata. Konkurencja par | Mistrzostwa Świata. Konkurencja par | Mistrzostwa Świata. Konkurencja par |
| Rok                                 | Miejsce                             | Zawody                              | Kategoria                           | Partner                             | Pozycja                             |
| ----------------------------------- | ----------------------------------- | ----------------------------------- | ----------------------------------- | ----------------------------------- | ----------------------------------- |
| 1982                                | Biarritz                            | 2 Mistrzostwa Świata                | Open                                | Hugh Ross                           | 25                                  |

## Klasyfikacja
- Peter Pender – klasyfikacja WBF (ang.)